# Monika Meißner
Monika Meißner (* 11. August 1953 in Meißen) ist eine ehemalige deutsche Volleyballspielerin.
Monika Meißner war vielfache DDR-Nationalspielerin. Sie nahm 1976 an den Olympischen Spielen in Montreal teil und belegte den sechsten Platz. Monika Meißner spielte für den SC Dynamo Berlin und wurde zwischen 1972 und 1978 fünfmal DDR-Meister. Außerdem gewann sie 1978 den Europapokal der Pokalsieger.